# Karl Mannheim
Karl Mannheim (Budapest, Hungría, 27 de marzo de 1893 - Londres, Reino Unido, 9 de enero de  1947), fue un sociólogo de origen húngaro.
Estudió en las Universidades de Budapest, Berlín, París y Friburgo. Entre 1920 y 1933 fue profesor en Alemania, fundamentalmente en la Universidad de Fráncfort, pero tras la llegada del nazismo decidió salir de Alemania y desde 1934 hasta la fecha de su muerte desarrolló su labor docente en Inglaterra. Muy influenciado por el pensamiento de Karl Marx, y contemporáneo de Georg Lukács, fue uno de los sociólogos considerados por Raymond Aron en su ensayo "Sociología alemana contemporánea" (1935). Es una personalidad de gran relevancia en el debate acerca de la sociología del conocimiento, muy candente en Alemania en los años 20. Mannheim otorgaba mayor valor a las creencias subjetivas que a los hechos comprobables.
Una de las obras más importantes de Mannheim fue Diagnóstico de nuestro tiempo.

## Obra
Mannheim es conocido por su libro Ideología y utopía (1929), en el que distingue entre ideologías parciales y totales, esta última representa visiones del mundo integrales distintivas de grupos sociales particulares, y también entre ideologías que brindan un apoyo obsoleto a los arreglos sociales existentes. y utopías, que miran hacia el futuro y amenazan con transformar una sociedad.
El autor estima que su época es la de la transición del laissez-faire a una sociedad planificada. La sociedad planificada futura puede tener dos formas distintas: la dominación de una minoría mediante una dictadura o un nuevo tipo de gobierno democrático. Según el autor el valor de un diagnóstico consiste en la finura del análisis de los factores que parecen determinar el curso de los acontecimientos.
Los cambios fundamentales que se dan en su época pueden imputarse a la irrupción de la sociedad de masas. Dice que el gobierno de las masas requiere una serie de invenciones y mejoras en el campo de las técnicas sociales, económicas y políticas.
Entiende por técnicas sociales el conjunto de los métodos que tratan de influir la conducta humana y que en las manos del gobierno operan como un medio de control social.
Observemos cómo una nueva técnica militar permite una concentración de poder en manos de una minoría mayor de la que fue posible con la técnica de un período anterior cualquiera. Si los ejércitos de los siglos XVIII y XIX estuvieron equipados con rifles y cañones, nuestros ejércitos disponen de bombas, aviones y unidades mecanizadas. Un hombre con un rifle únicamente amenaza a poca gente, pero un hombre con una bomba puede amenazar a miles de individuos. Esto significa que en nuestra época el cambio en las técnicas militares contribuye en gran manera a aumentar las posibilidades de una dominación minoritaria.
Idéntica concentración ha tenido lugar en el campo del gobierno y la administración. El teléfono, el telégrafo, la radio, el ferrocarril, el automóvil y la dirección científica de una organización en gran escala facilitan la centralización del gobierno y el control.
Considera que una concentración similar puede observarse en los medios de comunicación (medios de formación de la opinión pública). Si sumamos a esto la posibilidad de controlar desde un centro único todo el sistema educativo, podemos percibir cómo el tránsito de gobiernos democráticos a sistemas totalitarios se debió no tanto a un cambio en las ideas de los hombres como a la transformación en las técnicas sociales.
Mannheim las llama técnicas porque no son en sí mismas buenas ni malas; todo depende del uso que de ellas haga la voluntad humana. Lo más importante acerca de esas técnicas es que tienden a fomentar la centralización y, por lo tanto, la dominación minoritaria.
Allí donde se pueda disponer de técnicas industriales en gran escala y de un aparato burocrático jerarquizado para la producción y distribución de bienes y para la dirección de los asuntos humanos, las decisiones fundamentales pueden tomarse desde determinadas posiciones clave. Este establecimiento gradual de posiciones clave dentro de la sociedad moderna ha hecho inevitable la planificación. Mannheim dice que esta planificación debe hacerse sobre una base democrática (planificación democrática o planificación para la libertad).
Propugna también que debe realizarse la exigencia de la justicia social si deseamos garantizar el funcionamiento del nuevo orden de la sociedad. Este movimiento hacia una mayor justicia puede realizarse con los medios de reforma ya existentes: impuestos, control de inversiones, obras públicas.
Defiende el reformismo en lugar de la revolución: el primero tiene la ventaja de que permite la incorporación de las elites liberales.
Dice más adelante que nuestra democracia tiene que transformarse en una democracia militante: una democracia caracterizada por aquellos valores básicos (fraternidad, ayuda mutua, decencia, libertad, justicia) que son los fundamentos del funcionamiento de un orden social. Debe dejar de lado el relativismo del laissez-faire y buscar un consenso sobre esos principios.
La transición a un estadio superior de civilización requiere de la cooperación y el acuerdo de grupos y partidos respecto a estas cuestiones básicas.

## Factores perturbadores
Algunos factores sociológicos que trastornan el proceso valorativo en la sociedad moderna:
1. El crecimiento demográfico: pasamos de una sociedad dominada por los llamados grupos primarios (la familia, la vecindad) a otra en donde prevalecen los grupos secundarios. De este modo se da también una transición de las virtudes y actitudes primarias a los ideales colectivos de naturaleza derivada.
2. El paso de valores primarios a secundarios. Tómese como ejemplo el sistema entero de valores ligado a la idea de la propiedad privada. Esta fue un ardid adecuado en una sociedad de pequeños campesinos o de pequeños artesanos independientes, pues el derecho de propiedad en este caso significaba tan sólo la protección de los instrumentos empleados por un hombre en la realización de una obra socialmente útil. El sentido de esta norma cambia completamente en un mundo de técnicas industriales en gran escala. En este caso (desde el enfoque marxista) el principio de propiedad privada de los medios de producción implica la explotación de la mayoría por la minoría. Señala Mannheim que este ejemplo muestra de que manera por la transición de condiciones sencillas a otras más complejas, una misma norma puede cambiar por completo de sentido y transformarse de un medio de justicia social en un instrumento de opresión. Importante es el examen de la relación de la sociología del conocimiento con los valores, que se resume en la propia formación de Mannheim ( Cfr. Guglielmo Rinzivillo, Scienza e valori in Karl Mannheim, Roma, Armando, 2016, p. 277 e sg, ISBN 978-88-6992-100-1).
3. Período de transición. La transición del mundo preindustrial al mundo industrial. Hemos desarrollado un nuevo tipo de producción que hace del hombre una parte del proceso mecánico, moldeando sus hábitos en interés de la máquina; pero todavía no hemos podido crear con igual éxito dentro de la fábrica las condiciones humanas y las relaciones sociales que pueden satisfacer las aspiraciones morales del hombre moderno y contribuir de esa manera a la formación de su personalidad.
4. La aparición de nuevos grupos sociales y nuevos nexos entre esos grupos. Señala el autor el hecho de que en el pasado funcionaban procesos lentos e inconscientes que llevaban a cabo las funciones más importantes de la mediación, asimilación y uniformización de valores. Actualmente tales procesos se hallan desplazados o no encuentran ni tiempo ni oportunidad para funcionar en forma adecuada.
5. Nuevas formas de autoridad y de legitimación de la autoridad (la legitimidad racional legal y la carismática).
6. Constitución de nuevos valores mediante el juicio racional. Mientras antes se aceptaban ciegamente los valores basados en la costumbre dominante en una determinada sociedad, la creación y aceptación de los nuevos valores se basan en el juicio racional.
7. Como consecuencia de lo anterior debe reeducarse al hombre por completo con el fin de crear un nuevo tipo de ciudadano respetuoso de la ley y determinado por la pertenencia a grupos secundarios (grupos laborales, grupos de enseñanza).